# Tatort: Hüter der Schwelle
Hüter der Schwelle ist ein Fernsehfilm aus der Krimireihe Tatort. Der vom Südwestrundfunk produzierte Beitrag ist die 1104. Tatort-Episode und wurde am 29. September 2019 im Ersten erstgesendet. Das Stuttgarter Ermittlerduo Lannert und Bootz ermittelt in seinem 24. Fall.

## Handlung
Der Student Marcel Richter wird auf einem Bergplateau vor den Toren Stuttgarts tot aufgefunden. Die Verletzungen auf seiner Brust und magische Requisiten bei der Leiche weisen auf einen Ritualmord hin. Thorsten Lannert und Sebastian Bootz untersuchen dementsprechend Verbindungen zu okkultistischen Kreisen.
Richter wurde zuletzt mit einer jungen Frau gesehen, die Lannert und Bootz als Diana Jäger identifizieren können. Jäger ist eine Kommilitonin und bringt die Kommissare auf die Spur von Emil Luxinger, der von sich behauptet, über magische Kräfte zu verfügen. Bei seiner Befragung gibt er an, Marcel Richter habe eines Tages vor seiner Tür gestanden, um ihn über das 17. Jahrhundert zu befragen. Kurz danach habe ihm ein Buch gefehlt. Daraufhin habe er den Dieb mit einem Fluch belegt, was aber im juristischen Sinn ohne Folgen bleiben dürfte. Als Lannert nach dem Inhalt des Buches fragt, erklärt Luxinger, dass dieser so verschlüsselt sei, dass nur Eingeweihte ihn verstehen könnten. Richter dürfe gar nicht gewusst haben, was er da in den Händen hielt, denn das Buch habe ihn ausgesucht.
Lannert und Bootz halten das Buch für den Schlüssel zur Lösung des Falls. Auf der Suche danach finden sie ein Handy, das Richter offensichtlich zur Kontaktaufnahme zu einer bestimmten Person diente. Anhand der letzten Nachricht: „Frag nach dem weißen Licht“ und der Tatsache, dass Richter mit dem Handy mehrfach ein Restaurant angerufen hatte, das als Verkaufsplatz von Drogen gilt, vermuten die Ermittler, dass Richter als Drogenkurier gearbeitet habe. Der Ritualmord könnte somit eine falsche Spur sein. Bootz will daher in dem Restaurant Erkundigungen einziehen. Er tarnt sich dort als normaler Gast und bestellt kühn „das weiße Licht“. Daraufhin wird er von einem Mann angesprochen, der ihn in einen Raum führt, wo beide gegeneinander einen Vollkontaktzweikampf ohne Regeln austragen. Da sich Bootz als Freund von Richter ausgibt, erfährt er, dieser habe nach einem solchen Kampf geäußert, dass er nur hier gewesen sei, um Opfer zu bringen, damit die Stimmen in seinem Kopf aufhörten.
Lannert sieht sich derweil in Luxingers Haus um und findet nicht nur esoterische Bücher, sondern genau solche Gegenstände und Symbole, wie sie am Tatort gefunden wurden. In einem der Bücher fällt ihm die Abbildung eines jungen Mannes ins Auge, die ihn an Marcel Richter erinnert. Er spricht mit dem ortsansässigen Pfarrer über die dargestellte Figur und erfährt, dass es sich um den 1629 geborenen Justinius Pfaff handle, der seinerzeit in Esslingen Ratsadvokat wurde und auch eine Kirche errichten ließ. 1662 habe er sich als Hexenjäger betätigt, was dann derartige Ausmaße angenommen habe, dass Pfaff selber im Kerker gelandet war. Hier hatte ihm dann ein Zellenwärter einen Dolch ins Herz gestoßen.
Obwohl Luxinger behauptet, Richter nur einmal begegnet zu sein, ist Lannert davon nicht überzeugt. Aufgrund der gesammelten Hinweise und Luxingers Glaubens an Wiedergeburt geht er davon aus, dass die Seelen von Richter und Luxinger schon im Mittelalter aufeinander getroffen waren, allerdings in vertauschten Rollen. Das Opfer von damals hatte daher mit seinem damaligen Mörder noch eine Rechnung offen. So ist anzunehmen, dass es noch weitere Racheobjekte geben könnte. Als Lannert und Bootz dem nachgehen, kommen sie gerade noch rechtzeitig zu einem Opferritual, bei dem Luxinger Diana Jäger anscheinend töten will. Luxinger rechtfertigt sich, dass er nur einen Dämon beschwören wollte, wird aber dennoch festgenommen. Er beschwört in seinem Wahn, dass Diana Jäger das Buch vor den Kommissaren finden könnte, und befürchtet fatale Folgen. Tatsächlich ist auch sie auf der Suche nach dem spätmittelalterlichen Werke und sucht deshalb Richters Mutter auf. Die ist nicht nur traumatisiert vom Tod ihres Sohnes, sondern ebenfalls esoterisch angehaucht. Deshalb hält sie Jäger für die Ursache alles Übels und schlägt sie nieder, um sie anschließend zu töten. Lannert und Bootz können dies gerade noch verhindern und nehmen Heide Richter fest.
Diana Jäger erklärt Bootz am Ende, dass sie eine Hexe sei und Richters Mutter sie deshalb habe töten wollen. Marcel Richter hatte sich ihr anvertraut, weil er von Visionen geplagt worden sei. In seinem Kopfe seien Bilder von Menschen erschienen, an deren Tod er schuld sei, und diese Bilder seien ihm wie Erinnerungen vorgekommen. Jäger wollte ihm helfen und hatte ihn an Luxinger verwiesen. Dort entdeckte er das Buch und versuchte, einer Anleitung daraus zu folgen, um das Karma von Justinius Pfaff loszuwerden. Im Zuge eines Rituals hatte sich der Student in autogen induzierter Ekstase dann selbst umgebracht.
Lannert findet indessen das Buch im Regal bei Heide Richter und bringt es zu Luxinger, dem er ankreidet, den Selbstmord nicht verhindert zu haben, obwohl er wusste, was Richter vorhatte.

## Hintergrund
Der Film wurde vom 4. September 2018 bis zum 8. Oktober 2018 in Stuttgart, Baden-Baden und Rastatt gedreht. Die Kirche ist die Sankt-Remigius-Kapelle („Wurmlinger Kapelle“) bei Wurmlingen, Landkreis Tübingen.  Die Premiere erfolgte am 7. Juni 2019 auf dem SWR Sommerfestival in Stuttgart.
Die Handlung nimmt Bezug auf die Hexenverfolgung des Jahres 1662 in Esslingen am Neckar, die durch den Advokaten Daniel Hauff vorangetrieben worden war, der in der Folge einen anderen Namen trägt und eine zentrale Rolle spielt.

## Rezeption

### Einschaltquoten
Die Erstausstrahlung von Hüter der Schwelle am 29. September 2019 wurde als reichweitenstärkste Sendung des Tages in Deutschland von 8,23 Millionen Zuschauern gesehen und erreichte einen Marktanteil von 24,3 % für Das Erste.

### Kritiken
Tilmann P. Gangloff befand bei tittelbach.tv: „Die Stuttgarter Kommissare Lannert & Bootz [müssen] erst mal weit über ihren kriminalistischen Schatten springen, weil sich die Lösung des 24. Falls irgendwo zwischen Himmel und Erde verbirgt.“  „Das klingt nach B-Movie, aber der Film erzählt trotzdem eine zwar ungewöhnlich verpackte, aber letztlich nachvollziehbare Krimigeschichte. Die kunstvolle Bildgestaltung (Jürgen Carle) ist ohnehin von herausragender Qualität.“
Die Redaktion der Prisma resümierte, „fauler Zauber statt Nervenkitzel“ dominiere die Folge. „Leider“, so stellt sie fest, „dreht sich fast alles um Magie“, denn „so mysteriös die Geschichte auch ist, will sie doch gar nicht glaubhaft oder wenigstens spannend werden“. Zwar seien üblicherweise „Stuttgarter Fälle ein Garant für gute Krimi-Unterhaltung“, doch „leider ist das diesmal anders“. Sie vergab zwei von drei möglichen Sternen.
Lena Karber von den Westfälischen Nachrichten nannte die Folge „nah am Fantasy-Genre“ gelegen. Ein „verrückt wirkender Okkultist“ legt eine triviale Auflösung des Falls nahe, doch dieser gestaltet sich für die Ermittler unerwartet „komplexer“ und führt sie „an den Rand ihrer Vorstellungskraft“. Die Folge kommt mit einer „überzeugend düsteren Atmosphäre“ daher, die „die Spannung steigert“.
Christian Buß von Spiegel Online wertete: „Die Verantwortlichen dieses ‚Tatort‘ arbeiten sich durch den gesamten Katalog an Lust- und Lichtelementen eines Okkultismusschockers – und versuchen das Ganze dann auch noch theologisch und anthropologisch aufzulösen. So viel sei schon mal verraten: Es gelingt ihnen nicht. […] Schwitzen, schlagen, stöhnen und ein bisschen die Welt erklären – das geht bei aller Sympathie für die sexuellen und spirituellen Selbsterkundungen der Kommissare am Ende dann doch nicht ganz auf.“
Bei der FAZ meinte Heike Hupertz: „wirklich seltsam [an diesem Tatort] ist höchstens, dass der Fall nach dramatischer Zuspitzung fünfzehn Minuten vor Schluss zwar entschieden ist, doch danach umständlich erläutert wird. Wer Detailgenauigkeit schätzt, wird an der liebevollen Ausstattung des verwinkelten Knusperhauses Freude haben (Szenenbild Patricia Walczak). Ansonsten muss man sich die ‚Mystery‘-Atmosphäre dazudenken. Schwach ist die (Neben-)Figur des Pfarrers, nur wenig überzeugender Bootz’ Verzückung. Lannert allerdings, der den Okkultschmonzes mit einem müden Achselzucken abzutun scheint, kann man umstandslos beipflichten.“